# طارق بن لادن
طارق بن لادن (و. 1947  م) هو رجل أعمال سعودي.